# Hội đồng Thể thao Quân sự Quốc tế
Hội đồng Thể thao Quân sự Quốc tế (CISM) được thành lập năm 1948, có trụ sở chính đặt tại Brussels. Đây là tổ chức thể thao lớn thứ hai thế giới, chỉ sau Ủy ban Olympic Quốc tế (IOC). Hàng năm, Hội đồng tổ chức tới hơn 20 cuộc thi, bao gồm Thế vận hội Quân sự và Giải vô địch Quân sự Thế giới cho các lực lượng vũ trang của 140 quốc gia thành viên. Mục đích của CISM là thúc đẩy hoạt động thể thao và giáo dục thể chất giữa các lực lượng vũ trang, đồng thời thúc đẩy hòa bình thế giới. Phương châm của CISM là "Thể thao kết nối tình hữu nghị" dựa trên ba trụ cột là thể thao, giáo dục và đoàn kết.
Kể từ ngày 21/4/2018, chủ tịch của CISM là Ủy viên Hervé Piccirillo của Pháp, trong khi Tổng thư ký là Đại tá Mamby Koita của Guinea.

## Lịch sử

### Trước CISM
Năm 1919, do hậu quả của Chiến tranh thế giới thứ nhất, Đại hội Thể thao Lực lượng Đồng minh được tổ chức bởi Hội đồng Thể thao Lực lượng Đồng minh của Tướng John Pershing, quy tụ 1500 vận động viên đại diện cho 18 quốc gia, tranh tài ở 24 môn thể thao. Sự kiện được tổ chức tại Joinville-le-Pont, Pháp.
Vào tháng 5/1946, sau Chiến tranh thế giới thứ hai, Hội đồng Thể thao Lực lượng Đồng minh được tái lập bởi Đại tá Henri Debrus và Thiếu tá Raoul Mollet. Vào hai ngày cuối tuần 7-8/9 năm đó, Đại hội Thể thao Lực lượng Đồng minh lần thứ hai diễn ra tại Berlin, trên sân Olympiastadion từng tổ chức Thế vận hội Olympic 1936. Sự kiện này còn được gọi là Giải vô địch Điền kinh Lực lượng Đồng minh, sau một sự kiện tương tự vào năm 1945. Mười hai quốc gia đã được mời tham dự gồm: Bỉ, Tiệp Khắc, Đan Mạch, Anh, Ba Lan, Hy Lạp, Luxembourg, Hà Lan, Na Uy, Nga, Hoa Kỳ và chủ nhà Đức. Tuy nhiên, các báo cáo sau đó chỉ ra rằng chỉ có bảy nước tham gia.
Do tình hình căng thẳng sau này giữa các nước Đồng minh, Hội đồng Thể thao Lực lượng Đồng minh đã bị hủy bỏ vào năm 1947.

### Quá trình phát triển
Vài tháng sau khi hủy bỏ Hội đồng Thể thao Lực lượng Đồng minh, Đại tá Debrus và Thiếu tá Mollet đã thành lập CISM vào ngày 18/2/1948. Các thành viên sáng lập gồm có Bỉ, Đan Mạch, Pháp, Luxembourg và Hà Lan. Các thành viên gia nhập sau lần lượt là Argentina, Ai Cập (1950); Hoa Kỳ (1951); Iraq, Lebanon, Pakistan, Syria (1952); Brazil (1954) và Canada (1985). Năm 1991, Chiến tranh Lạnh kết thúc, tổ chức của Hiệp ước Warsaw là Ủy ban Thể thao Quân đội Đồng minh (SKDA) hợp nhất với CISM, dẫn đến sự gia nhập của 31 quốc gia thành viên mới từ Hiệp ước và những nước khác liên kết với Khối Đông Âu. Bước tiến nhanh chóng này đã dẫn đến sự công nhận của các tổ chức quốc tế bao gồm cả IOC. Trước 1995, CISM đã tổ chức 15-20 cuộc thi mỗi năm. Kể từ 1995, CISM đã tổ chức Thế vận hội Quân sự, một sự kiện thể thao đa môn, diễn ra 4 năm một lần.

### Châu Mỹ
CISM Châu Mỹ là tổ chức trực thuộc CISM bao gồm 19 quốc gia thành viên: Argentina, Barbados, Bolivia, Brazil, Canada, Chile, Colombia, Cộng hòa Dominica, Ecuador, Guatemala, Guyana, Jamaica, Paraguay, Peru, Suriname, Trinidad và Tobago, Hợp chúng quốc Hoa Kỳ, Uruguay và Venezuela. Có hai văn phòng liên lạc được gọi là Văn phòng Liên lạc Bắc Mỹ (NALO) và Văn phòng Liên lạc Nam Mỹ (SALO). Phó Chủ tịch CISM Châu Mỹ, Đại tá Walter Jander {{flagicon|Brazil}} là một trong bốn Phó Chủ tịch CISM (2015 - 2019).

## Mục tiêu và kết cấu tổ chức

### Tinh thần đoàn kết
Chương trình Liên kết CISM được đưa ra như một phương tiện để thúc đẩy phát triển bền vững nhằm củng cố các nước thành viên CISM kém phát triển, nhằm tạo cơ hội bình đẳng cho tất cả các quốc gia CISM tham gia vào các sự kiện của Hội đồng.
Được phát triển cách đây vài thập kỷ, Liên kết là một trong hai trụ cột định hướng các hoạt động của CISM và đã truyền cảm hứng cho mô hình đoàn kết Olympic. Chương trình liên kết của CISM có nhiều hoạt động, từ việc tổ chức các phòng khám kỹ thuật và vận chuyển các vận động viên ở các nước kém phát triển tới các giải đấu, đến vận chuyển các trang thiết bị thể thao đến những vùng khó khăn.
Việc thành lập các Trung tâm Phát triển Khu vực (RDC) là một mục tiêu chính của chính sách hỗ trợ CISM. Cơ sở đầu tiên được thành lập vào năm 2006 khi Trung tâm Phát triển Châu Phi (CAD) được thành lập tại Nairobi, Kenya. Một Trung tâm Phát triển Khu vực khác đã được thành lập tại Rio de Janeiro, Brazil.

### Đại hội đồng
Đại hội đồng là cơ quan quyền lực tối cao của CISM, nơi tất cả các thành viên đều có đại diện.

### Chủ tịch
| STT   | Tên                                 | Quốc gia                  | Nhiệm kỳ    |
| ----- | ----------------------------------- | ------------------------- | ----------- |
| 1.    | Đại tá Henri Debrus                 | liên_kết=\|viền Pháp      | 1948 - 1953 |
| 2.    | Thiếu tá Arne W. Thorburn           | liên_kết=\|viền Thụy Điển | 1953 - 1956 |
| 3.    | Đại tá Henri Debrus                 | liên_kết=\|viền Pháp      | 1956 - 1961 |
| 4.    | Chuẩn tướng Royal Hatch             | liên_kết=\|viền Hoa Kỳ    | 1961 - 1967 |
| 5.    | Tư lệnh Không quân M. M. Piracha    | liên_kết=\|viền Pakistan  | 1967-1968   |
| 6.    | Đô đốc Fazio Casari                 | liên_kết=\|viền Ý         | 1968 - 1969 |
| 7.    | Thiếu tướng Kenneth G. Wickham      | liên_kết=\|viền Hoa Kỳ    | 1969 - 1970 |
| số 8. | Chuẩn Đô đốc Aldo Massarini         | liên_kết=\|viền Ý         | 1970 - 1979 |
| 9.    | Thiếu tướng Mohammed Saleh Mokaddem | liên_kết=\|viền Tunisia   | 1979 - 1986 |
| 10.   | Thiếu tướng Jean Duguet             | liên_kết=\|viền Pháp      | 1986 - 1994 |
| 11.   | Tướng Arthur Zechner                | liên_kết=\|viền Áo        | 1994 - 1998 |
| 12.   | Thiếu tướng Gianni Gola             | liên_kết=\|viền Ý         | 1998 - 2010 |
| 13.   | Đại tá Hamad Kalkaba Malboum        | liên_kết=\|viền Cameroon  | 2010 - 2014 |
| 14.   | Đại tá Abdulhakim Al-Shino          | liên_kết=\|viền Bahrain   | 2014 - 2018 |
| 15.   | Đại tá Hervé Piccirillo             | liên_kết=\|viền Pháp      | 2018 - nay  |

### Ban Điều hành
| Chức vụ      | Tên                                          | Quốc gia                     |
| ------------ | -------------------------------------------- | ---------------------------- |
| Chủ tịch     | Đại tá Hervé Piccirillo                      | liên_kết=\|viền Pháp         |
| Phó Chủ tịch | Đại tá Yijang Wang                           | liên_kết=\|viền Trung Quốc   |
| Phó Chủ tịch | Đại tá Dirk Schwede                          | liên_kết=\|viền Đức          |
| Phó Chủ tịch | Đại tá David Kabré                           | liên_kết=\|viền Burkina Faso |
| Phó Chủ tịch | Đại tá Leonardo Oliveira                     | liên_kết=\|viền Brasil       |
| Tổng Thư ký  | Đại tá Dorah Mamby Koita                     | liên_kết=\|viền Guinée       |
| Tổng Thủ quỹ | Trung tá Marc De Wagter                      | liên_kết=\|viền Bỉ           |
| Ủy viên      | Tướng Omar Guerriche                         | liên_kết=\|viền Algérie      |
| Ủy viên      | Chuẩn tướng Jean Baptiste Ngiruwonsanga      | liên_kết=\|viền Rwanda       |
| Ủy viên      | Chuẩn tướng Martin Kizito Ong'Oyi            | liên_kết=\|viền Kenya        |
| Ủy viên      | Chuẩn tướng Aboubacar Biro Condé             | liên_kết=\|viền Guinée       |
| Ủy viên      | Đại tá Steven Rosso                          | liên_kết=\|viền Hoa Kỳ       |
| Ủy viên      | Thiếu tướng Frances Allen                    | liên_kết=\|viền Canada       |
| Ủy viên      | Trung tá Rodrigo Verônimo Lameira            | liên_kết=\|viền Brasil       |
| Ủy viên      | Bỏ trống                                     |                              |
| Ủy viên      | Tướng Hyun-Soo Kim                           | liên_kết=\|viền Hàn Quốc     |
| Ủy viên      | Trung tá Fahad Al-Shehhi                     | liên_kết=\|viền UAE          |
| Ủy viên      | Trung tá Walter Borghino                     | liên_kết=\|viền Ý            |
| Ủy viên      | Đại tá Jose Carlos Garcia-Verdugo            | liên_kết=\|viền Tây Ban Nha  |
| Ủy viên      | Thuyền trưởng Hải quân Spyridon Andriopoulos | liên_kết=\|viền Hy Lạp       |
| Ủy viên      | Thiếu tá Jan-Henrik Back                     | liên_kết=\|viền Thụy Điển    |

## Các sự kiện

### Thế vận hội Quân sự
Thế vận hội Quân sự là sự kiện thể thao đa môn được tổ chức bốn năm một lần, một năm sau khi Thế vận hội Olympic diễn ra. Kỳ đại hội đầu tiên được tổ chức vào năm 1995.
- Thế vận hội Quân sự lần thứ nhất được tổ chức tại Rome, Ý từ ngày 4 đến 16 tháng 9 năm 1995; 93 quốc gia đã tranh tài trong 17 sự kiện thể thao khác nhau để kỷ niệm 50 năm kết thúc Chiến tranh thế giới thứ hai và việc phê chuẩn Hiến chương Liên Hợp Quốc.
- Vào tháng 8 năm 1999, Thế vận hội Quân sự lần thứ 2 được tổ chức tại Zagreb, Croatia với 7000 vận động viên từ 82 quốc gia đã tranh tài ở 20 môn thể thao.
- Tháng 12 năm 2003, Thế vận hội Quân sự lần thứ 3 được tổ chức tại Catania, Ý; Các vận động viên tham gia đến từ 84 quốc gia khác nhau đã tranh tài ở 13 môn thể thao.
- Tháng 10 năm 2007, Thế vận hội Quân sự lần thứ 4 được tổ chức tại Hyderabad, Ấn Độ; Các vận động viên đến từ 101 quốc gia đã tranh tài ở 14 môn thể thao.
- Tháng 7 năm 2011, Thế vận hội Quân sự lần thứ 5 được tổ chức tại Rio de Janeiro, Brazil; Các vận động viên đến từ 108 quốc gia đã tranh tài ở 20 môn thể thao. Brazil đứng đầu bảng tổng sắp huy chương với 45 HCV, 33 HCB và 36 HCĐ. Đứng thứ hai là Trung Quốc với 37 HCV, 28 HCB và 34 HCĐ. Ý giành được 14 HCV, 13 HCB và 24 HCĐ xếp thứ ba.
- Tháng 10 năm 2015, Thế vận hội Quân sự lần thứ 6 được tổ chức tại Mungyeong, Hàn Quốc; Các vận động viên tham gia từ 105 quốc gia đã tranh tài ở 24 môn thể thao, trong đó có 5 môn thể thao quân sự. Nga đứng đầu bảng tổng sắp huy chương với 59 HCV, 43 HCB và 33 HCĐ. Brazil đứng thứ hai với 34 HCV, 26 HCB và 24 HCĐ. Trung Quốc giành được 32 HCV, 31 HCB và 35 HCĐ xếp thứ ba.
- Năm 2019, Thế vận hội Quân sự lần thứ 7 diễn ra tại Vũ Hán, Trung Quốc.

### Giải vô địch Quân sự Thế giới
Kể từ năm 1995, Giải vô địch Quân sự Thế giới được gộp chung với Thế vận hội Quân sự. 
| Thứ tự             | Sự kiện                                | Lần đầu         | Lần gần nhất       |
| Các môn quân sự    | Các môn quân sự                        | Các môn quân sự | Các môn quân sự    |
| ------------------ | -------------------------------------- | --------------- | ------------------ |
| 1                  | Giải Năm môn phối hợp Quân sự          | 1950            | Lần thứ 64 (2017)  |
| 2                  | Giải Năm môn phối hợp Không quân       | 1948            | Lần thứ 57 (2015)  |
| 3                  | Giải Năm môn phối hợp Hải quân         | 1954            | Lần thứ 50 (2015)  |
| 4                  | Giải Năm môn phối hợp Quân sự Hiện đại | 1963            | Lần thứ 45 (2017)  |
| 5                  | Giải Ba môn phối hợp Quân sự           | 1992            | Lần thứ 19 (2017)  |
| 6                  | Giải Chạy định hướng Quân sự           | 1965            | Lần thứ 50 (2017)  |
| 7                  | Giải Nhảy dù Quân sự                   | 1964            | Lần thứ 41 (2017)  |
| 8                  | Giải Chèo thuyền Quân sự               | 1949            | Lần thứ 49 (2016)  |
| Các môn đối kháng  |                                        |                 |                    |
| 9                  | Giải Quyền Anh Quân sự                 | 1947            | Lần thứ 56 (2015)  |
| 10                 | Giải Đấu kiếm Quân sự                  | 1947            | Lần thứ 45 (2017)  |
| 11                 | Giải Judo Quân sự                      | 1966            | Lần thứ 37 (2016)  |
| 12                 | Giải Taekwondo Quân sự                 | 1980            | Lần thứ 34 (2011)  |
| 13                 | Giải Vật Quân sự                       | 1961            | Lần thứ 32 (2017)  |
| Các môn trọng điểm |                                        |                 |                    |
| 14                 | Giải Điền kinh Quân sự                 | 1946            | Lần thứ 45 (2015)  |
| 15                 | Giải Chạy việt dã Quân sự              | 1947            | Lần thứ 57 (2017)  |
| 16                 | Giải Marathon Quân sự                  |                 | Lần thứ 50 (2018)  |
| 17                 | Giải Bơi và Cứu sinh Quân sự           | 1946            | Lần thứ 49 (2017)  |
| 18                 | Giải Bắn súng Quân sự                  | 1957            | 50th (2018)        |
| 19                 | Giải Bắn cung Quân sự                  | 2017            | Lần đầu (2017)     |
| 20                 | Giải Đua xe đạp đường trường Quân sự   |                 | Lần thứ 20 (2018)  |
| 21                 | Giải Đua xe đạp đường núi Quân sự      |                 | Lần thứ 21 (2018)  |
| Các môn đồng đội   |                                        |                 |                    |
| 22                 | Giải Bóng rổ Quân sự                   | 1950            | 2015 Nam / 2016 Nữ |
| 23                 | Giải Bóng đá Quân sự                   | 1946            | 2017 Nam / 2018 Nữ |
| 24                 | Giải Bóng ném Quân sự                  |                 |                    |
| 25                 | Giải Bóng chuyền Quân sự               | 1961            | 2016 Nam / 2017 Nữ |
| Các môn mùa đông   |                                        |                 |                    |
| 26                 | Giải Trượt tuyết Quân sự               | 1954            | Lần thứ 54 (2018)  |
| Các môn khác       |                                        |                 |                    |
| 27                 | Giải Cưỡi ngựa Quân sự                 | 1969            | Lần thứ 20 (2017)  |
| 28                 | Giải Golf Quân sự                      | 2003            | Lần thứ 11 (2017)  |

## Các môn thể thao

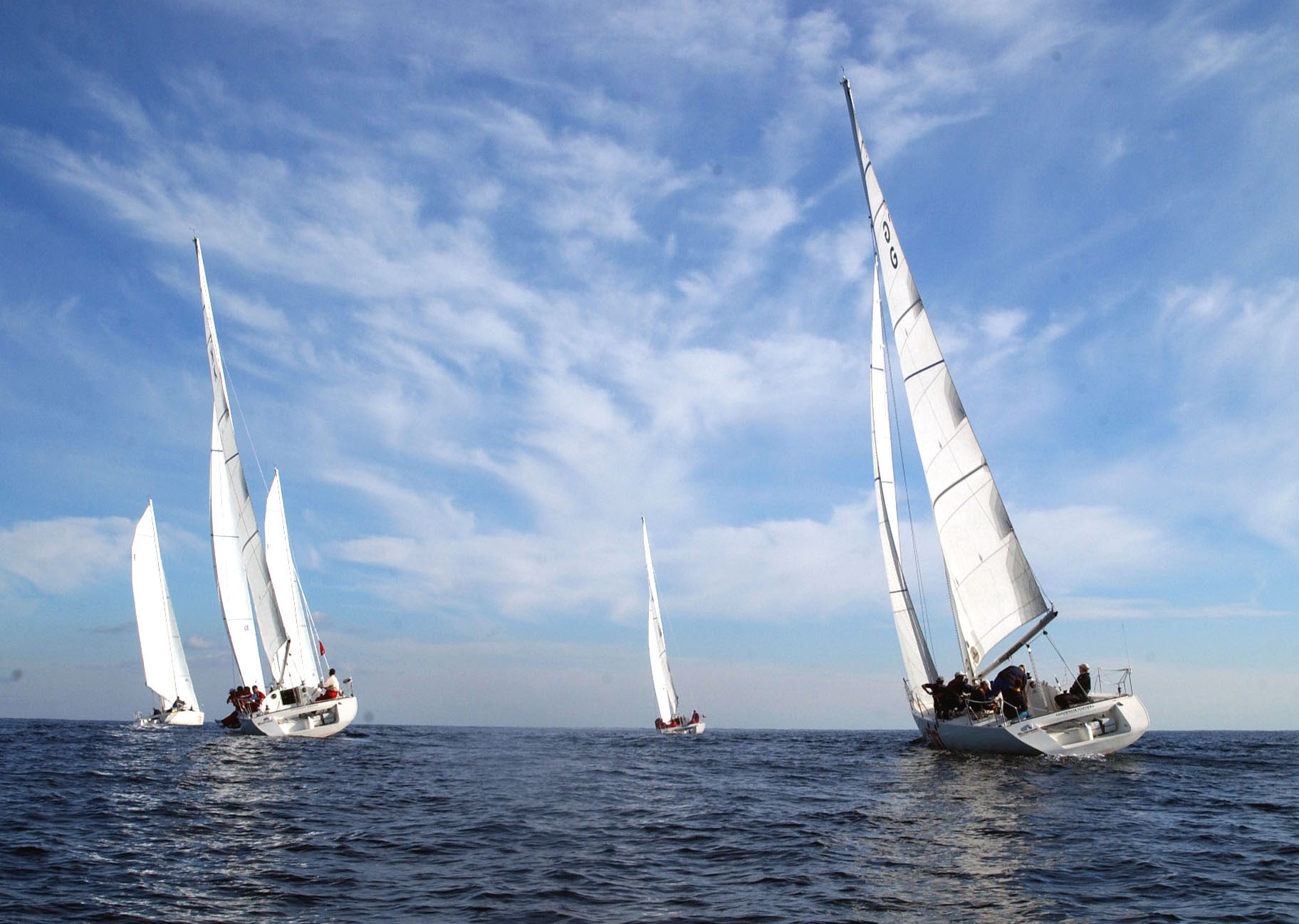
Môn Chèo thuyền tại Thế vận hội Quân sự 2003, IMSC tại Catania, Ý

CISM hàng năm tổ chức hơn 20 giải đấu cho các môn thể thao khác nhau mà tất cả các quốc gia thành viên đều có thể tham gia. Họ cũng tổ chức các cuộc thi cấp châu lục và khu vực cùng với Thế vận hội Quân sự được tổ chức bốn năm một lần. Các môn thể thao bao gồm: bóng rổ, bowling, quyền Anh, chạy việt dã, đạp xe, golf, judo, cứu sinh, marathon, năm môn phối hợp hiện đại, chạy định hướng, nhảy dù, bóng bầu dục, chèo thuyền, bắn súng, trượt tuyết, bóng đá, bóng mềm, bơi lội, taekwondo, điền kinh, ba môn phối hợp, bóng chuyền, bóng chuyền bãi biển và đấu vật.

## Các hoạt động khác

### Hội nghị

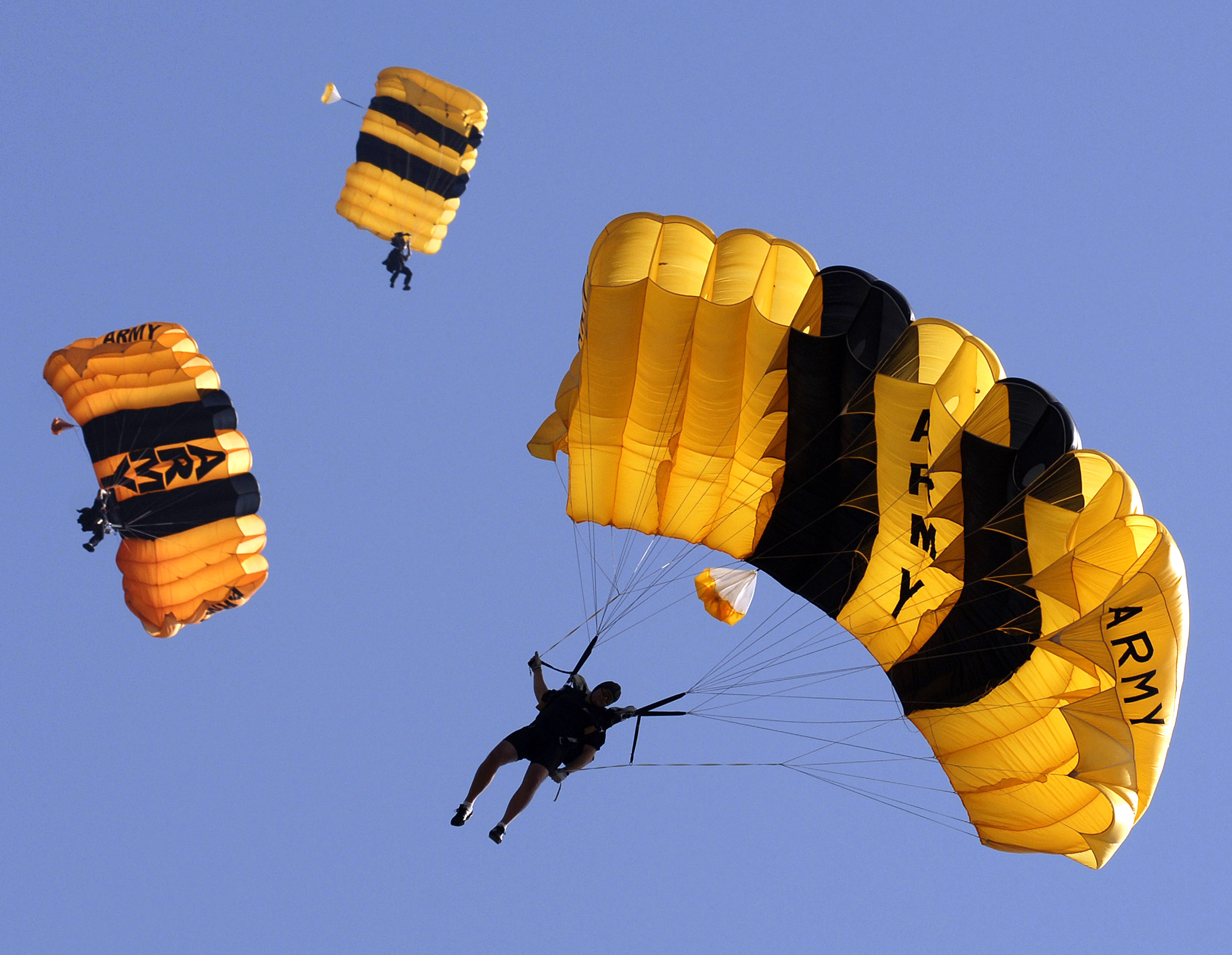
Đội Nhảy dù Golden Knights của Quân đội Hoa Kỳ tham gia cuộc thi nhảy dù chính xác tại Thế vận hội Quân sự 2007, Hyderabad, Ấn Độ

CISM nỗ lực tổ chức các hội nghị quốc tế ít nhất mỗi năm một lần để nghiên cứu về giáo dục thể chất và thể thao trong lực lượng vũ trang của các nước thành viên. Năm 2008, Hội nghị chuyên đề về "Làm thế nào để nhấn mạnh tầm quan trọng của thể thao trong lực lượng vũ trang ở cấp quốc gia và quốc tế" đã diễn ra tại Sofia, Bulgaria từ 24-25/9. Hội nghị chuyên đề "Khoa học: công cụ cơ bản của quản lý thể thao hiện đại" tại Praha từ ngày 18-23/9/2009 với sự tham dự của 70 đại biểu từ 27 quốc gia, đã chứng kiến sự thành lập Học viện CISM.

### Thể thao vì hòa bình

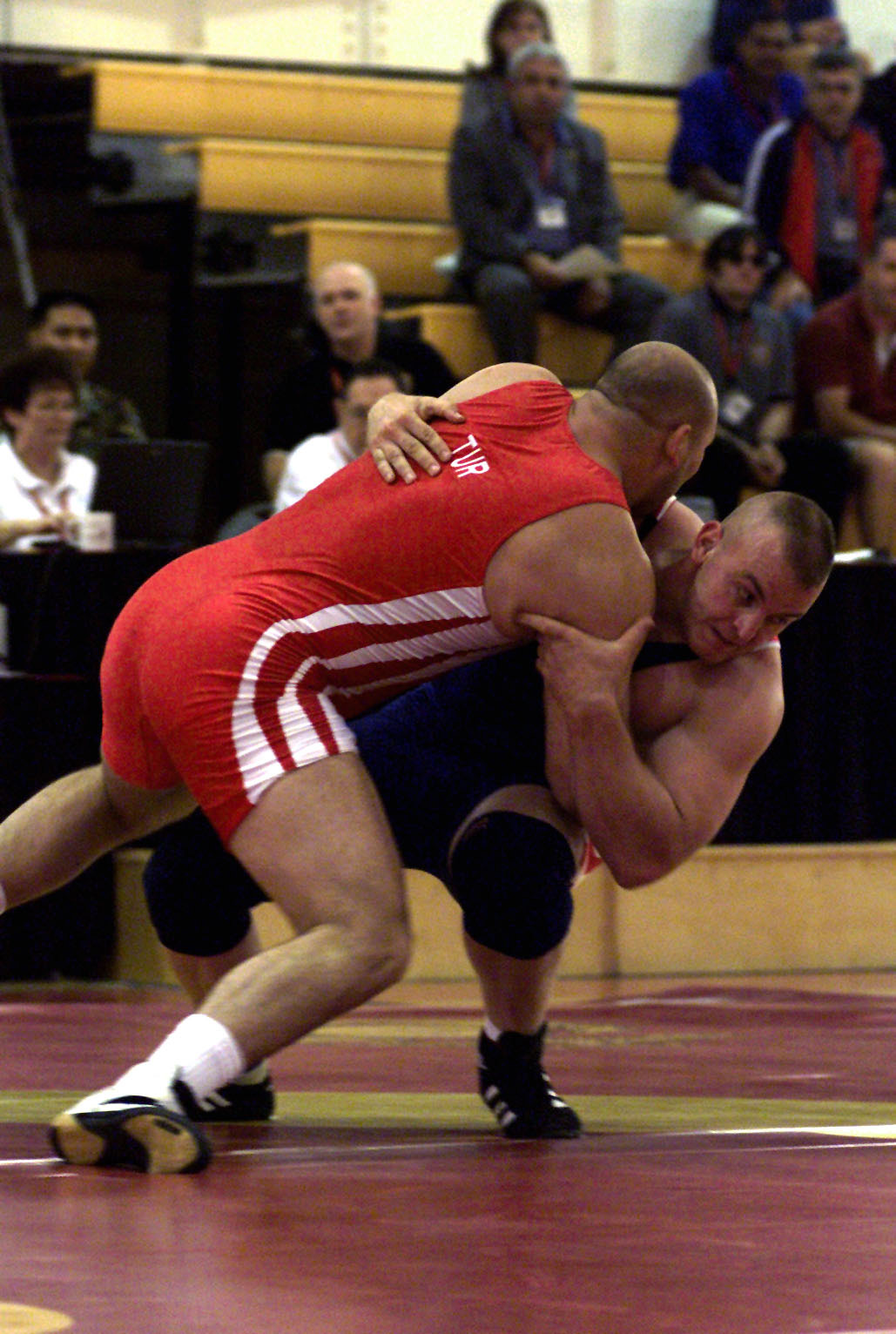
Frank Workman (Mỹ), cố gắng hạ Aydin Polatci (Thổ Nhĩ Kỳ), hạng 130 kg Tự do. Giải Đấu vật Quân sự Thế giới lần thứ 19 (CISM), Trại Lejeune, Bắc Carolina.

Năm 2005, CISM tổ chức hội thảo "Thể thao và hòa bình" được tổ chức tại Mantova, Ý. Đại diện của hơn 22 tổ chức quốc tế, IOC, Liên Hợp Quốc, UNICEF, hiệp hội thể thao, các quốc gia thành viên CISM đã tham dự.
Tất cả các bên tham gia đều nhất trí rằng thể thao đã trở thành một công cụ hữu hiệu giúp xây dựng lại xã hội hậu xung đột. Vào tháng 10 năm 2007, trong Thế vận hội Quân sự lần thứ 4 tại Ấn Độ, CISM đã phối hợp cùng IOC, Ủy ban Olympic Ấn Độ và Ban tổ chức Thế vận hội Quân sự tổ chức Diễn đàn Quốc tế về Thể thao vì Hòa bình, với chủ đề: "Thể thao, công cụ hữu hiệu để thúc đẩy hòa bình."
Trong diễn đàn, các nhà chức trách đã trình bày kinh nghiệm và kỳ vọng của họ về việc sử dụng thể thao như một công cụ để giáo dục và giúp đỡ quá trình tái thiết trong các tình huống hậu xung đột.

### Thể thao cho nữ giới
Canada là quốc gia đầu tiên đưa các hạng mục dành cho nữ vào thi đấu khi đăng cai giải Taekwondo vào năm 1993, có nữ chủ tịch ủy ban thể thao đầu tiên (đua thuyền) và cũng đã đăng cai tổ chức Tuần lễ CISM dành cho Nữ giới lần thứ nhất tại Kingston năm 2008.

## Xem thêm

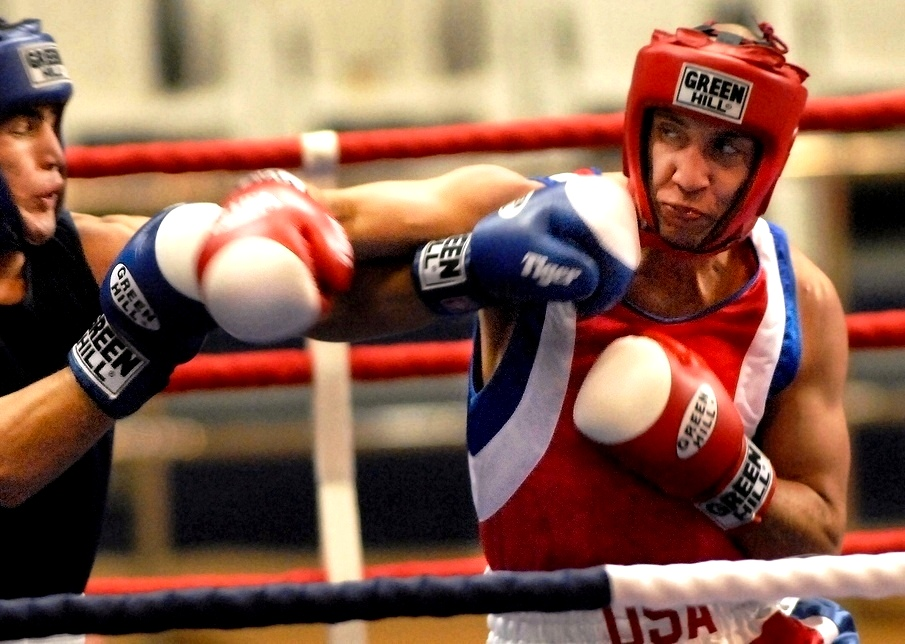
Boyd Melson (phải), trong Thế vận hội Quân sự 2007